# چیزی بگو (ترانه جاستین تیمبرلیک)
«چیزی بگو» (به انگلیسی: Say Something) تک‌آهنگی از هنرمند اهل ایالات متحده آمریکا جاستین تیمبرلیک است.
این تک‌آهنگ در چارت‌های کانادا، والونیا، اسکاتلند، سوئیس، اتریش، بریتانیا، جزو ده ترانه اول قرار گرفت.